# Justicia neomontana
Justicia neomontana är en akantusväxtart som beskrevs av S.S.R. Bennet och S. Chandra. Justicia neomontana ingår i släktet Justicia och familjen akantusväxter. Inga underarter finns listade i Catalogue of Life.